# Phanerophlebia pumila
Phanerophlebia pumila är en träjonväxtart som först beskrevs av Carl Friedrich Philipp von Martius och Gal., och fick sitt nu gällande namn av Fée. Phanerophlebia pumila ingår i släktet Phanerophlebia och familjen Dryopteridaceae. Inga underarter finns listade.